# Mathurin Voltz
Mathurin Voltz est un acteur français né en 1989.
Il se forme à la classe libre du cours Florent et au Conservatoire national supérieur d'art dramatique de Paris.

## Théâtre
- 2008 : L'Illusion Comique de Pierre Corneille, mise en scène Thibault de Montalembert
- 2009 : C'est tout de Marguerite Duras, mise en scène Jean-Damien Barbin
- 2010 : Cabale et Amour de Friedrich von Schiller, mise en scène Hans-Peter Cloos
- 2010 : Andromaque de Jean Racine, mise en scène Benjamin Porée, Théâtre de Vanves
- 2011 : Hamlet de William Shakespeare, mise en scène Daniel Mesguich, La Criée, théâtre d'Angoulême, Centre national de création d'Orléans
- 2012 : Léviathan de et mise en scène Pierre-Benoist Varoclier
- 2012 : La vie est un songe, de Pedro Calderón de la Barca, mise en scène William Mesguich, Théâtre Auditorium de Poitiers
- 2013 : Nouveau Roman[1] de et mise en scène Christophe Honoré, Festival d'Avignon, théâtre de la Colline, Le Liberté - Scène nationale, théâtre municipal (Nîmes), théâtre de la Cité TNT
- 2014 : Le Jeu de l'amour et du hasard de Marivaux, mise en scène Laurent Laffargue, théâtre de l'Ouest parisien, théâtre de la Manufacture, La Coursive, théâtre national de Bordeaux en Aquitaine
- 2015 : Le Jeu de l'amour et du hasard de Marivaux, mise en scène Philippe Calvario, La Pépinière-Théâtre
- 2016 : L'Adieu à la scène de Jacques Forgeas, mise en scène Sophie Gubri, théâtre Le Ranelagh
- 2017 : Tristan de et mise en scène Éric Vigner, théâtre de Gennevilliers (T2G)
- 2017 : Le 20 novembre de Lars Norén, mise en scène Lena Paugam, Université de Princeton, Mythos (festival), théâtre de la Manufacture d'Avignon
- 2017 : Les Invités de Thierry Illouz, mise en scène Johann Maheut, théâtre des Miroirs de Cherbourg
- 2018: Laisse la jeunesse tranquille, Côme de Bellescize, mise en scène Lena Paugam, tournée
- 2019 : Partage de midi[2] de Paul Claudel, mise en scène Éric Vigner, théâtre de la Ville, théâtre national de Strasbourg, théâtre national de Bretagne, Comédie de Reims, Tianjin Grand Theatre (Chine)
- 2019 : Euphonia 2344, opéra d'Hector Berlioz, musique Michaël Levinas, mise en scène Stanislas Nordey, Festival Berlioz
- 2022 : Phèdre (Sénèque), mise en scène Georges Lavaudant, Printemps des comédiens
- 2022 :  Le Roi Lear[3] de William Shakespeare, mise en scène Georges Lavaudant, Théâtre national populaire, La Criée (théâtre), MC2
- 2023 : Le Jeu de l'amour et du hasard de Marivaux, mise en scène Philippe Calvario, théâtre de l'Épée de Bois
- 2023 : Le Menteur de Pierre Corneille, mise en scène Marion Bierry, théâtre de Poche-Montparnasse
- 2023 : Phèdre (Sénèque), mise en scène Georges Lavaudant, Théâtre de l'Athénée Louis-Jouvet
- 2024 : La Vague de Ron Jones, Todd Strasser et Dennis Gansel, mise en scène Marion Conejero, Centquatre-Paris Festival Impatience, Théâtre d'Angoulême, Maison Maria Casarès
- 2025 : Le Misanthrope de Molière, mise en scène Georges Lavaudant, Théâtre de l'Athénée Louis-Jouvet

## Filmographie

### Cinéma
- 2007 : Eaux Troubles de Charlotte Erlih (court-métrage) : Louis
- 2009 : En attendant l'orage d'Edouard Beaucamp (court-métrage)
- 2011 : Un été brûlant de Philippe Garrel
- 2014 : Geronimo (film, 2014) de Tony Gatlif : Orange
- 2017 : L'Autre de Laurent Fontaine Czaczkes (court-métrage)
- 2019 : Le Bureau de Sengthe Vanh Bouapha (court-métrage) : Jules
- 2022 : Elisabeth de Caroline Tillette  : Léon

### Télévision
- 2008 : Commissaire Cordier, épisode Classe Tout risque de Thierry Petit : Baptiste Letard
- 2008 : Revivre (mini-série) de Haim Bouzaglo
- 2009 : Adresse inconnue (série télévisée), épisode Retour de Flammes d'Alain Wermus : Frédéric 17 ans
- 2009 : Ligne de feu de Marc Angelo : Mathieu
- 2010 : Les Bleus, premiers pas dans la police, épisode Sexe, mensonge et vidéo d'Alain Tasma : Éric
- 2010 : SOS 18, épisode Le prestige de l'uniforme de Jean Sagols : Joël
- 2014 : Le Général du roi de Nina Companeez : Maurice
- 2014 : Richelieu, la Pourpre et le Sang de Henri Helman : François de Thou
- 2019 : Secrets d'histoire : Voltaire
- 2021 : Missions, saison 3 de Julien Lacombe

## Lectures
Mathurin Voltz prête régulièrement sa voix pour les livres audio des Éditions Nathan, Éditions Thélème, Gallimard et Actes Sud, ainsi qu'à la radio pour France Culture et France Inter. Il participe également chaque année au Marathon des mots de Toulouse.